# 明努卡 (伊利諾伊州)
明努卡（英語：Minooka）是位於美國伊利諾伊州格蘭迪縣和威爾縣的一個村落。

## 地理
明努卡的座標為41°47′27″N 88°15′36″W / 41.79083°N 88.26000°W，而該地最高點為海拔高度186米（即610英尺）。

## 人口
根據2010年美國人口普查的數據，明努卡的面積為24.57平方千米，當中陸地面積為24.38平方千米，而水域面積為0.19平方千米。當地共有人口10924人，而人口密度為每平方千米444人。